# Синдром гібридної війни
Термін "синдром війни" з'явився в Сполучених Штатах Америки вперше після закінчення війни у В'єтнамі (1965-1975). Більшість дослідників асоціюють «синдром війни у В'єтнамі» з посттравматичним стресовим розладом (ПТСР) . Після війн в Афганістані (1979 – 1989 р.р.) і в Чечні (1994-1996 р.р., 1999-2009 р.р.) – були виявлені та описані афганський і чеченський синдроми . 
У значної кількості осіб, які брали участь у війни в Перській затоці (1991 р.) було діагностовано «Синдром війни у Перській затоці», принципово іншого змісту та характеру відносно вже відомих та описаних "синдромів війн". «Синдром війни у Перській затоці» у своїй симптоматиці має прояви не тільки ПТСР, але і, так званого, хронічного мультисимптомного захворювання (ХМЗ), яке не виключає, а доповнює ПТСР (характерний для всіх відомих синдромів війн) . Аналогічні «Синдрому війни у Перській затоці» прояви "синдромів війн" зі своєю специфікою виявляються у ветеранів війни в Іраці (2003 р.) та Афганістані (з 2001 р.) . 
Слід зазначити, що "синдром ….. війни" (або симптоми, що з ними асоціюються) та інша подібна специфічна симптоматика має місце у багатьох ветеранів практично всіх війн и воєнних (збройних) конфліктів. Свої специфічні прояви і особливості він має у учасників такого виду війн, як гібридна війна, високотехнологічний конфлікт, в якому стираються відмінності між безпосередньо війною в її класичному розумінні, і політикою та економікою, між військовими й іншими її учасниками та мирним населенням. 
Наслідки гібридної війни не обмежуються лише руйнуваннями та кількістю загиблих і постраждалих безпосередньо в бойових діях (бойові фізичні та психічні травми тощо). В гібридних конфліктах значно більше жертв інформаційних, психологічних, кібер- і когнітивних впливів. Такі впливи можуть бути раціональними - на свідомість, розум і т.п., а також емоційними, через «серце і душу», коли під ураження потрапляють життєві цінності, світогляд і т.п., що, в цілому, привело до виникнення та формування принципово нового "синдрому війни" – «синдрому гібридної війни».

## Синдром гібридної війни
Синдром гібридної війни (гібридного конфлікту) - стан, що проявляєється у вигляді комплексу характерних психічних, психосоматичних, фізіологічних і когнітивних змін, що виникають в різному ступені у військовослужбовців і населення країн залучених в гібридний конфлікт, що зазнали сукупності травмуючих впливів різної природи і комплексу інформаційно-психічних і когнітивних впливів , що має індивідуальні та групові прояви.
"Синдром гібридної війни" Іможе сформуватися (виникнути) у комбатантів, і у цивільних осіб (які проживають в регіоні (зоні, районі) охопленому гібридним конфліктом.  При формуванні синдрому гібридної війни місце і час кризової ситуації набувають своїх характерних особливостей залежно від того, де відбуваються звичайні (конвенціональні) або нетрадиційні дії, з превалюючою роллю інформаційних, психологічних та когнітивних впливів на учасників.
На фізичному та фізіологічному рівнях синдрому гібридної війни, окрім розвитку ПТСР, притаманний розвиток низки порушень з боку зорового аналізатора (більш ніж у 90% пацієнтів), та соматичні прояви. Соматичні прояви синдрому гібридної війни розвиваються в 75% випадків. Вони проявлялися: головними болями, головокружінням, фізичною слабкістю, болем і неприємними відчуттями в різних частинах тіла, тошнотою, порушенням діяльності внутрішніх органів. Розладами сексуальної сфери в поєднанні з міжособистісними  проблемами – розпадом  сім’ї. Аддиктивними розладами – алкоголізм, наркоманії, гемблінг, повернення до екстримальної діяльності. Клінічні прояви - особистісна і реактивна тривожність, зниження емоційної стабільності; соціально-психологічні - зниження ступеня самооцінки, рівня соціальної адаптованості та фрустраційної толерантності; фізіологічні - переважання тонусу симпатичної нервової системи над парасимпатичною, зміна гемодинаміки; ендокринні - підвищення активності симпатико-адреналової і гіпоталамо-гіпофізарно-надниркової системи; метаболічні - підвищення в крові транспортних форм ліпідів із зсувом ліпопротеїнового спектра в бік атерогенних фракцій. Крім того у цих пацієнтів спостерігаються наступні масивні соматоформні розлади з переважною локалізацією тілесних відчуттів, які поєднуються з психовегетативними пароксизмами в кардіологічній (54%), гастроентерологічній (26%) і церебральній (20%) анатомічних зонах. При синдромі гібридної війни вперше виявлено яскраво виражену офтальмологічну патологію, на відміну від відомих синдромів. Ключовим в розвитку синдрому гібридної війни є наслідки інформаційних та когнітивних впливів (включно до травмування), яке підтримується навантаженням на сенсорні системи людини (зоровий аналізатор особливо).
Дослідження синдрому гібридної війни, показали важливість вивчення особливостей ПТСР, який формується в умовах гібридної війни і розмежування ПТСР синдрому гібридної війни, отриманого в результаті перебування в бойовій обстановці, від ПТСР отриманого в результаті, головним чином, інформаційних, психологічних, кібер-та -когнітивних впливів  .

## Етапи формування синдрому гібридної війни.
«Нульовий етап» - вступ на військову службу. Він супроводжується тривожними, емоційними очікуваннями з моменту отримання інформації (прийняття рішення) про призов, при прямуванні до місця збору, військового комісаріату, навчального центру, військового навчального закладу де все це спочатку посилюється на інформаційному рівні та під впливом відірваності від сім'ї, змін звичного укладу життя, нового колективу. Стресові реакції на зазначені фактори, як правило швидко проходять. Так відбувається первинна адаптація. Але вже на цьому етапі починаються динамічні зміни в індивідуальній адаптаційній системі особи. На цьому загальному фоні, відбувається виникнення «інформаційного», за своєю природою, пред-ПТСР (базового стану, який динамічно змінюється, з певним зниженням адаптивних можливостей кожного конкретного суб'єкта в залежності від його індивідуальних особливостей.
«Перший етап» - підготовчий. Фази: 1) рагальна підготовка; 2) підготовка у складі підрозділів в умовах максимально наближених до бойових (первинне «Щеплення» від ПТСР – підвищення рівня індивідуальних адаптивних властивостей особистості до умов бойової обстановки); 3) Бойове злагодження підрозділів (вторинне «Щеплення» від ПТСР).
«Другий етап» - перебування в кризовій зоні. Фази: 1) фаза – відправка у зону бойових дій; 2) участь у бойових діях 3) відведення на відпочинок. 
«Третій етап» - повернення з зони бойових дій.

## Класифікація ПТСР при синдромі гібридної війни.

### За варіантами виникнення ПТСР
-шоковий (бойова психічна травма, бойова фізична травма + бойова психічна травма); стрес-шоковий (гострий стрес без бойової психічної травми, бойової фізичної травми)
- накопичений
- інформаційно-когнітивний

### За варіантами розвитку
- тривожний, фобічний, депресивний, астенічний, апатичний, дисфоричний, іпохондричний, дисоціативний, соматоформний, змішаний.

### За типами перебігу
- прогредієнтний, стабільний, регредієнтний.

### За стадіями розвитку
-пред- ПТСР, латентна фаза - «м’який ПТСР», гострий ПТСР - «сформований ПТСР»

### За ускладнюючими факторами
- наркотичні, алкогольні, суїцидальні спроби та думки в анамнезі, соматичні травми та захворювання.

### За ступенями важкості
- легкий, середньої важкості, важкий.

## Дослідження особливостей стадій розвитку ПТСР
Дослідження особливостей стадій розвитку ПТСР показало, що: 
пред-ПТСР - має інформаційну природу та механізми формування. У комбатантів пред-ПТСР розвивається як правило на декількох етапах: 1) отримання інформації про «призив»; 2) отримання інформації про очікувану участь у бойових діях; 3) отримання інформації про відправку у зону бойових дій; 4) отримання інформації про відправку на лінію зіткнення; 5) отримання інформації про очікуваний бій;
латентна фаза - «м’який ПТСР», це ПТСР, який вже має місце, але явно не маніфестується і може бути виявленим тільки інструментальними (апаратними) методами та психодіагностичним обстеженням у психології за допомогою проективних методів дослідження; 
гострий - «сформований ПТСР» це, такий, який вже повністю сформувався, чітко проявляється, стійкий, багатосимптомний та розгорнутий, та який, за відсутності його своєчасного виявлення та лікування.
1. ↑  Portnov A.A. Sindrom Vetnamskoy Voynyi [Online] URL: https://ilive.com.ua/health/sindrom-vetnamskoy-voyny_123933i88403.html [Архівовано 4 липня 2019 у Wayback Machine.]
2. ↑  Архівована копія. Архів оригіналу за 4 липня 2019. Процитовано 4 липня 2019.{{cite web}}:  Обслуговування CS1: Сторінки з текстом «archived copy» як значення параметру title (посилання)
3. ↑  National Academies of Sciences, Engineering, and Medicine. 2016. Gulf War and Health: Volume 10: Update of Health Effects of Serving in the Gulf War, 2016. Washington, DC: The National Academies Press. https://doi.org/10.17226/21840
4. ↑  Архівована копія. Архів оригіналу за 4 липня 2019. Процитовано 4 липня 2019.{{cite web}}:  Обслуговування CS1: Сторінки з текстом «archived copy» як значення параметру title (посилання)
5. ↑  I. Boichuk, Dr. Med. Sc.; V. Naumenko, Dr. Med. Sc., Prof.; O.Zborovska, Dr. Med. Sc.; O. Dorokhova, Cand. Med. Sc. Characteristics of eye movements in the anti-terrorist operation area’s residents with potential posttraumatic stress disorder // J.ophthalmol.(Ukraine).2019;1:52-55. http://doi.org/10.31288/oftalmolzh201915255 http://www.ozhurnal.com/en/archive/2019/1/9-fulltext [Архівовано 26 травня 2019 у Wayback Machine.]
6. ↑  Danyk, Yuriy; Zborovska, Oleksandra (30 листопада 2018). DEVELOPMENT AND IMPLEMENTATION OF A NEW CONCEPT OF CRISIS SITUATIONS SYNDROME: "SYNDROME OF A HYBRID WAR". EUREKA: Health Sciences (англ.). 6: 15—29. doi:10.21303/2504-5679.2018.00797. ISSN 2504-5679. Процитовано 21 грудня 2024.
7. ↑  Yuriy Danyk, Oleksandra Zborovska, Iryna Boichuk, Oleksandra Dorokhova "The Technology of Objective Diagnosis, Treatment and Prevention of PTSD in Members of the Armed Forces under Conditions of Hybrid War" // International Journal of Research and Innovation in Applied Science -IJRIAS vol.4 issue 1 January 2019, pp.07-11 https://www.rsisinternational.org/journals/ijrias/DigitalLibrary/Vol.4&Issue1/07-11.pdf [Архівовано 21 серпня 2020 у Wayback Machine.]
8. ↑  Yuriy Danyk, Oleksandra Zborovska, Iryna Boichuk, Vladimir Naumenko, Oleksandra Dorokhova. Objectivization of the Complex PTSD Diagnostic by Identifying Ophthalmological Biomarkers // International Journal of Research and Innovation in Applied Science -IJRIAS vol.4 issue 2 February 2019, pp. 68 – 71. https://www.rsisinternational.org/journals/ijrias/DigitalLibrary/Vol.4&Issue2/68-71.pdf [Архівовано 7 серпня 2020 у Wayback Machine.]